# Cirtauquènids

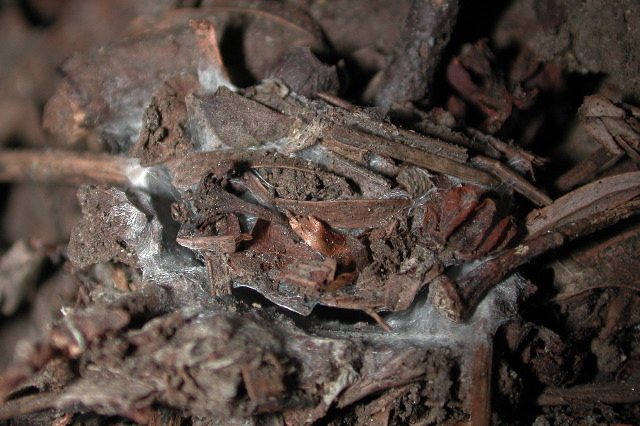
Cau de Promyrmekiaphila tancat, ...

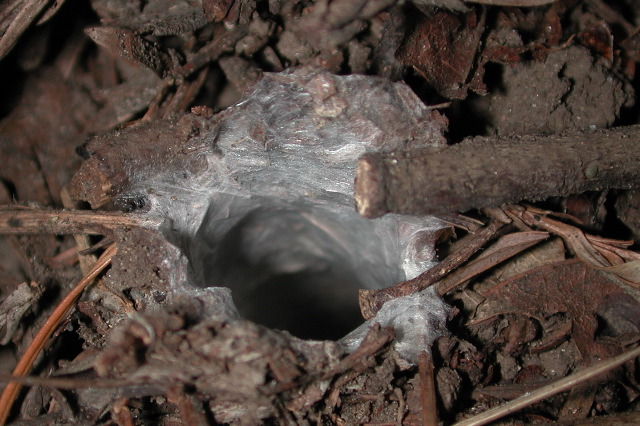
... i obert.

Els cirtauquènids (Cyrtaucheniidae) són una família d'aranyes migalomorfes. Fou descrita per primera vegada per Eugène Simon l'any 1892.

## Sistemàtica

### Llista de gèneres
El novembre de 2015, el World Spider Catalog va acceptar els següents gèneres de cirtauquènids:
- Acontius Karsch, 1879
- Amblyocarenum Simon, 1892
- Ancylotrypa Simon, 1889
- Anemesia Pocock, 1895
- Angka Raven & Schwendinger, 1995
- Bolostromoides Schiapelli & Gerschman, 1945
- Bolostromus Ausserer, 1875
- Cyrtauchenius Thorell, 1869
- Fufius Simon, 1888
- Homostola Simon, 1892
- Rhytidicolus Simon, 1889

Existia una subfamília, Euctenizinae, un tipus d'aranyes que viuen als Estats Units i Mèxic, que el 2012 va ser ascendida a un rang de família com a Euctenizidae (euctenízids); actualment es considera més propera als idiòpids (Idiopidae).

### L'antiga classificació per superfamílies
Els cirtauquènids formaven part com a única família representant de la superfamília dels cirtauquenioïdeus (Cyrtauchenioidea). Les aranyes, tradicionalment, foren classificades en famílies que van ser agrupades en superfamílies. Quan es van aplicar anàlisis més rigorosos, com la cladística, es va fer evident que la major part de les principals agrupacions utilitzades durant el segle XX no eren compatibles amb les noves dades. Actualment, els llistats d'aranyes, com ara el World Spider Catalog, ja ignoren la classificació per sobre del nivell familiar.